# Dumitreni, Mureș
Dumitreni este un sat în comuna Bălăușeri din județul Mureș, Transilvania, România.

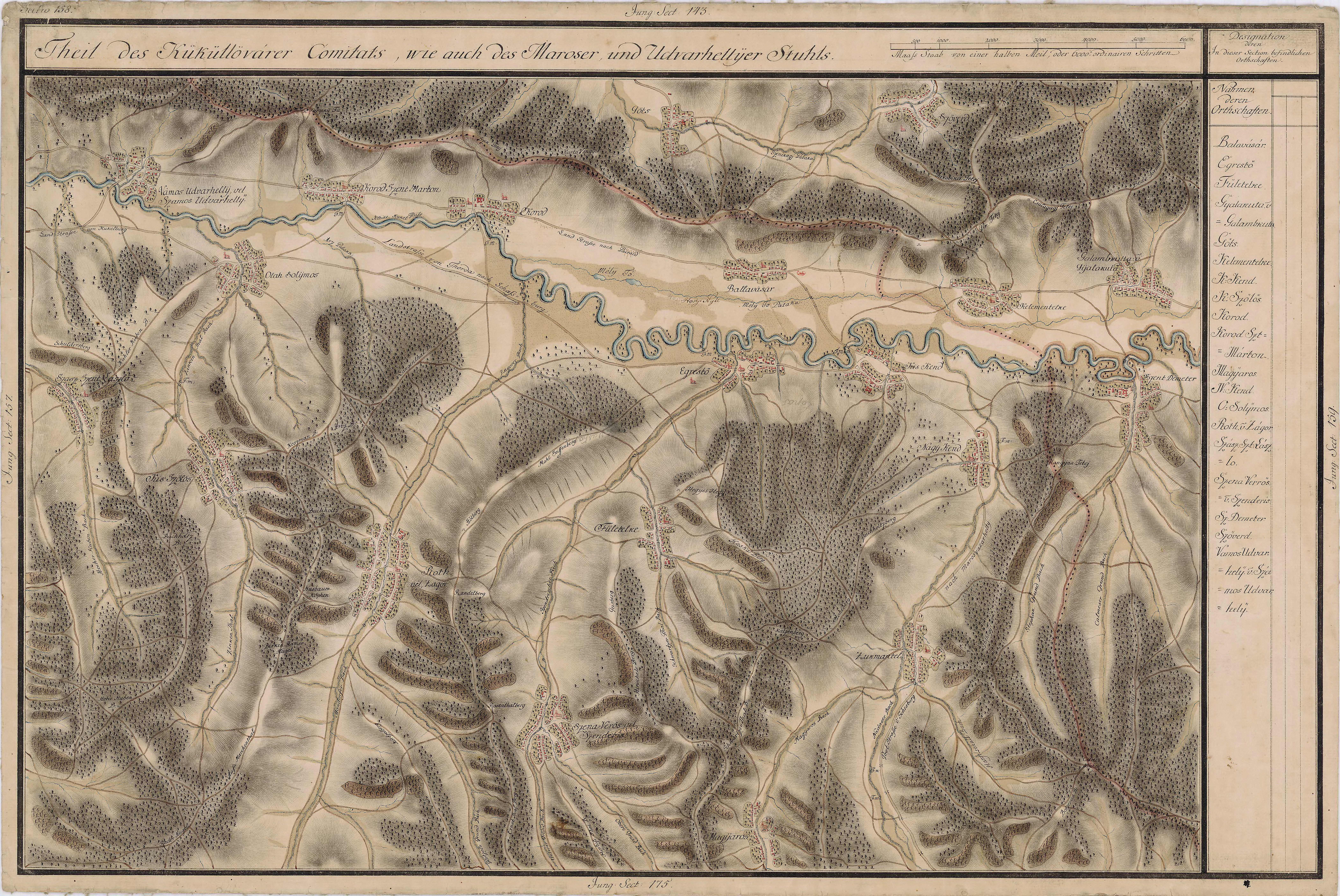
Dumitreni pe Harta Iosefină a Transilvaniei, 1769-73

## Galerie de imagini

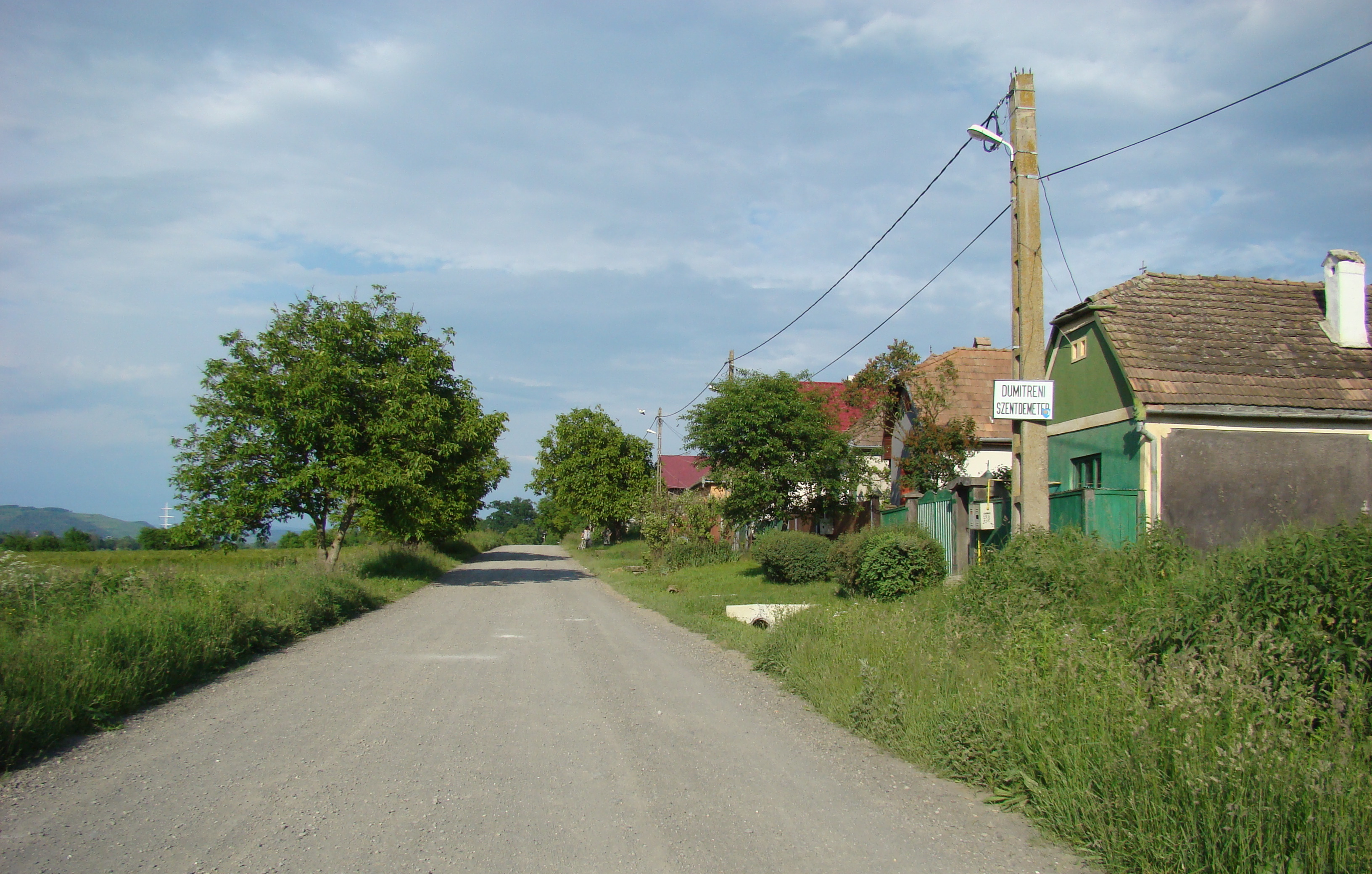
Intrarea în localitate
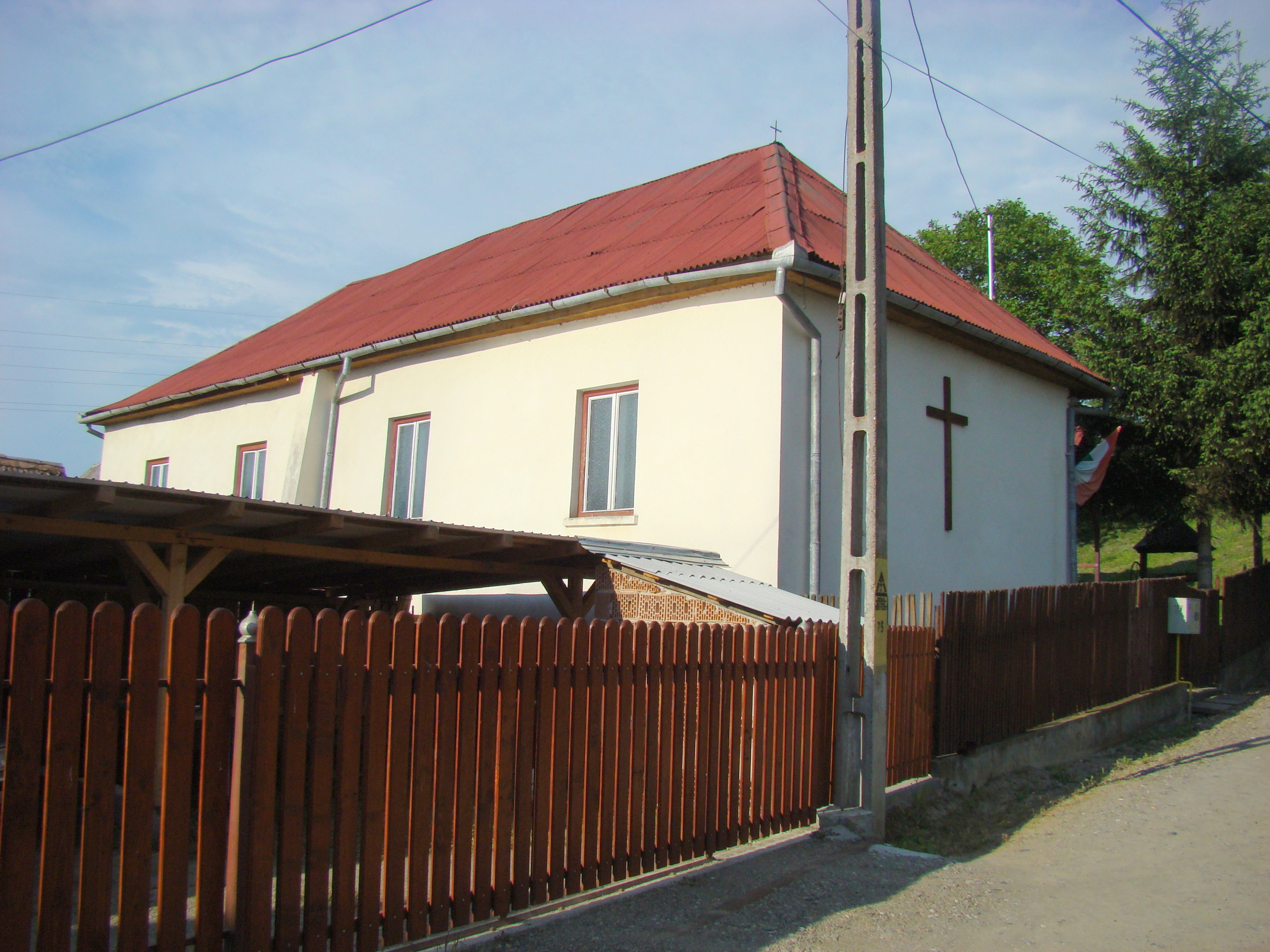
Capela romano–catolică
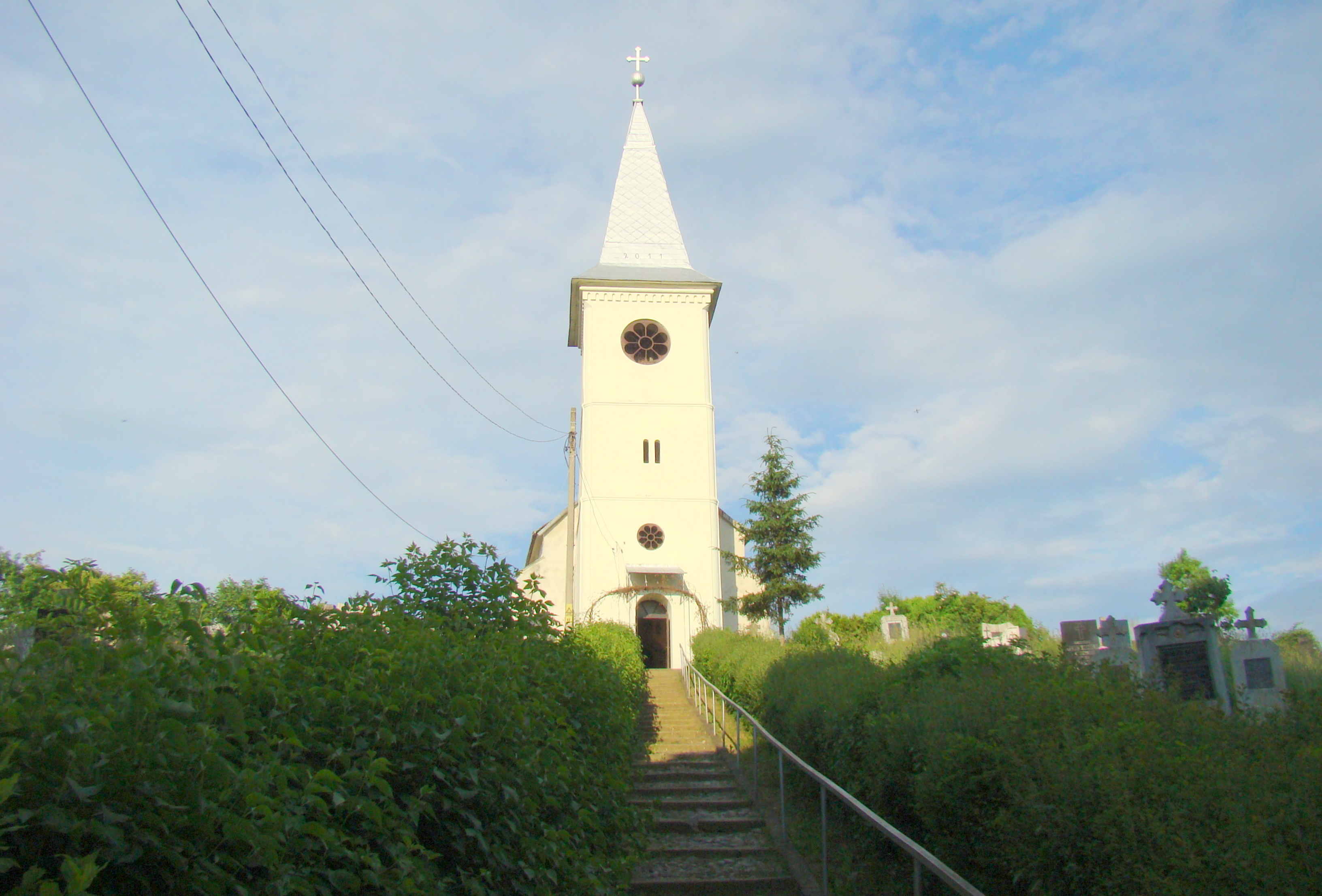
Biserica romano–catolică
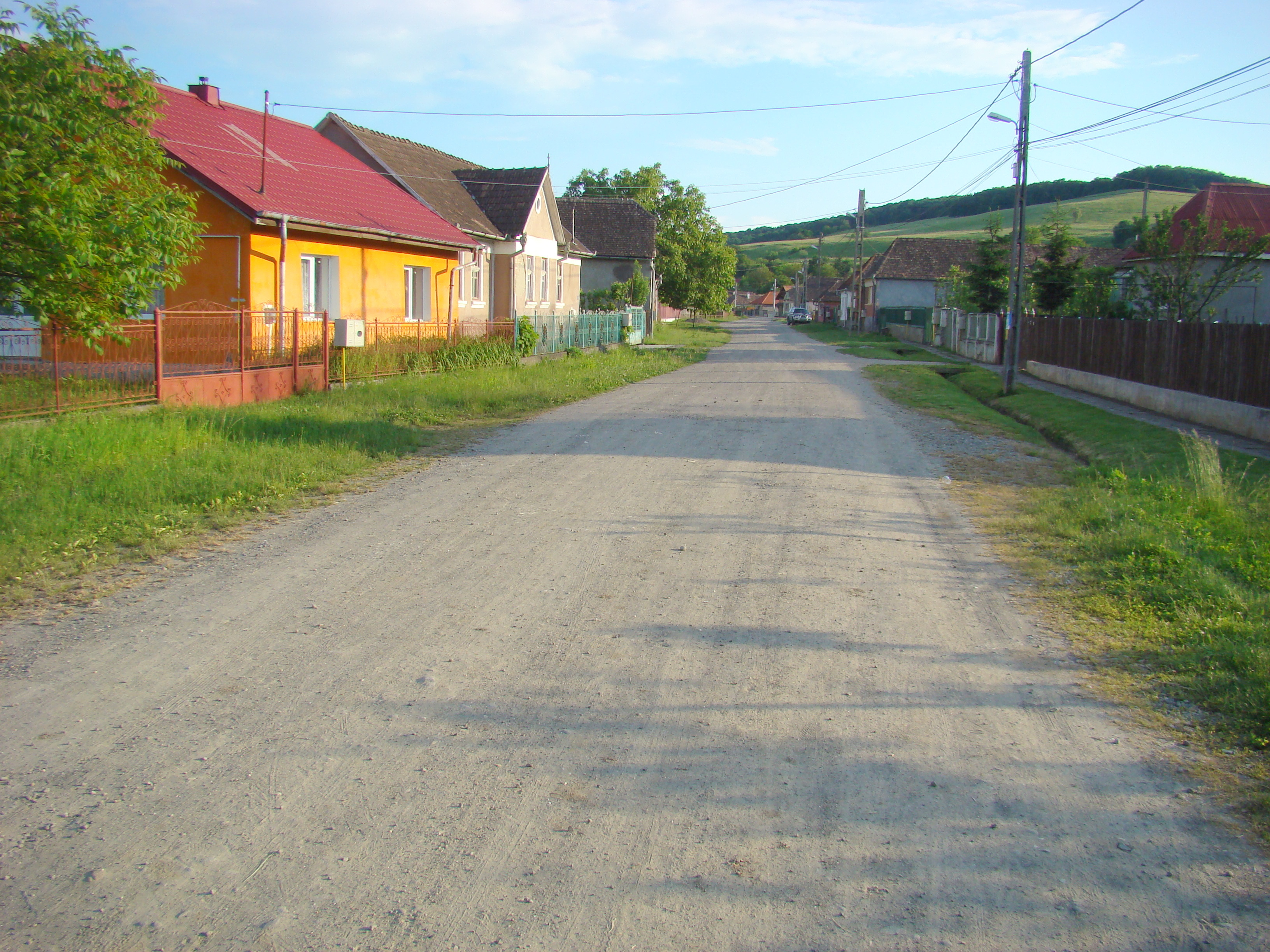
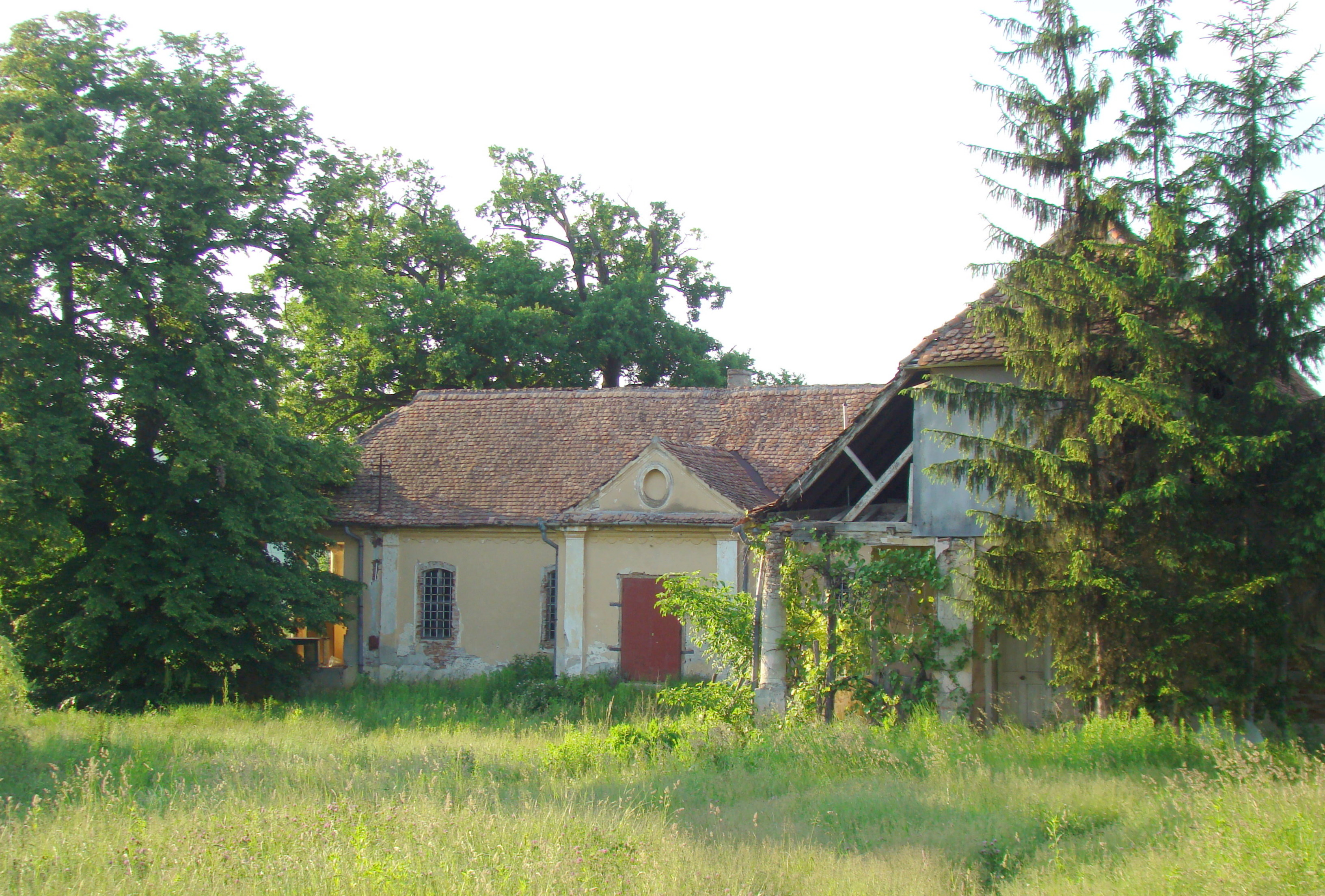
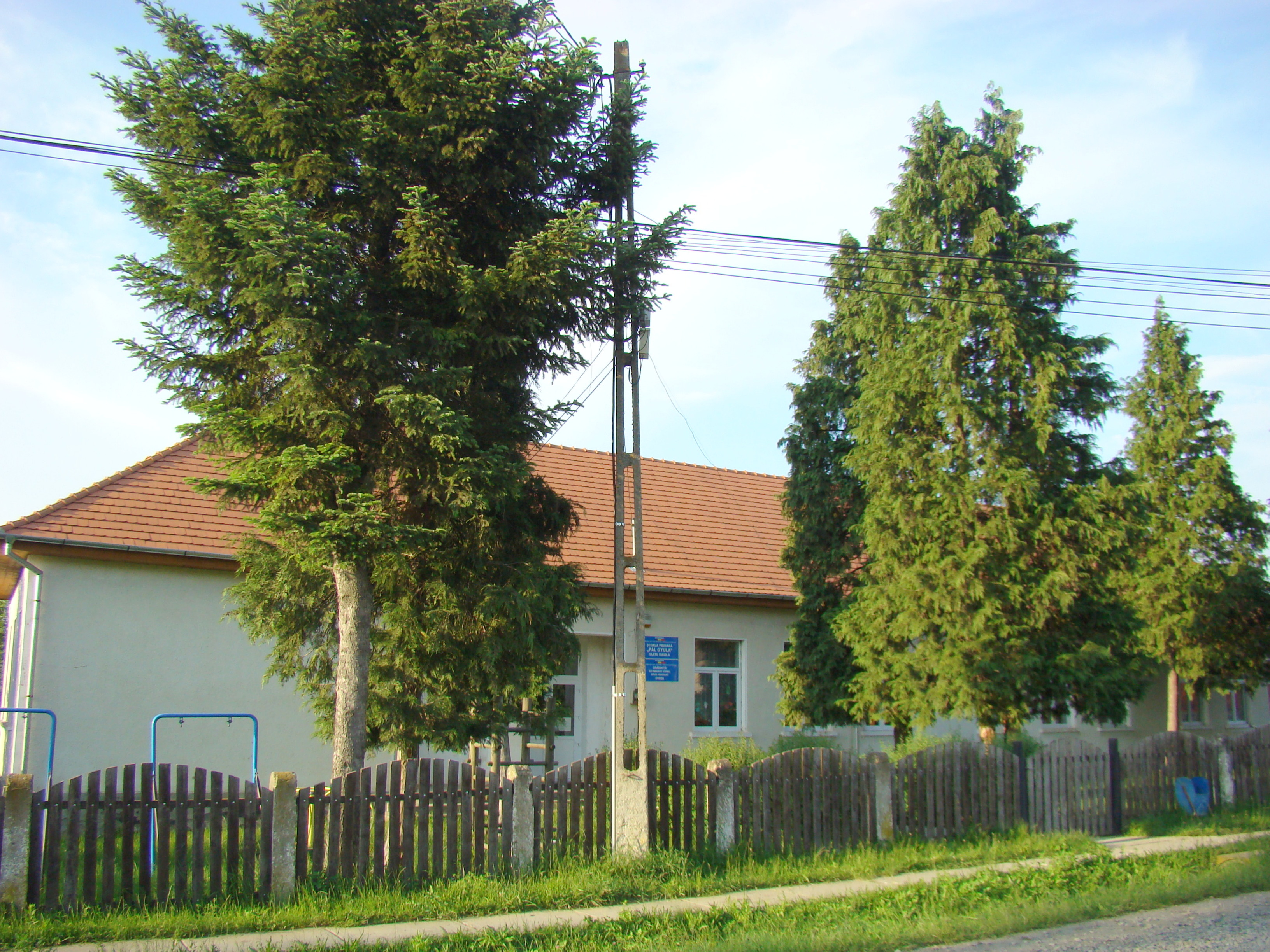
Şcoala primară „Pal Gyula”